# Epitopkartierung
Die Epitopkartierung (engl. epitope mapping) beschreibt die Bestimmung von Epitopen auf Antigenen. Darunter befinden sich sowohl MHCI-gebundene Epitope, die durch den T-Zell-Rezeptor auf cytotoxischen T-Zellen erkannt werden, als auch MHCII-gebundene Epitope, die durch CD4-positive T-Zellen erkannt werden sowie lösliche oder Zellmembran-gebundene Antigene, deren Epitope durch Antikörper von B-Zellen erkannt werden. Die Epitopkartierung dient der Identifikation von immundominanten Epitopen für potentielle Impfstoffe sowie der Entwicklung therapeutischer und diagnostischer Präparate.

## Bestimmung diskontinuierlicher Epitope

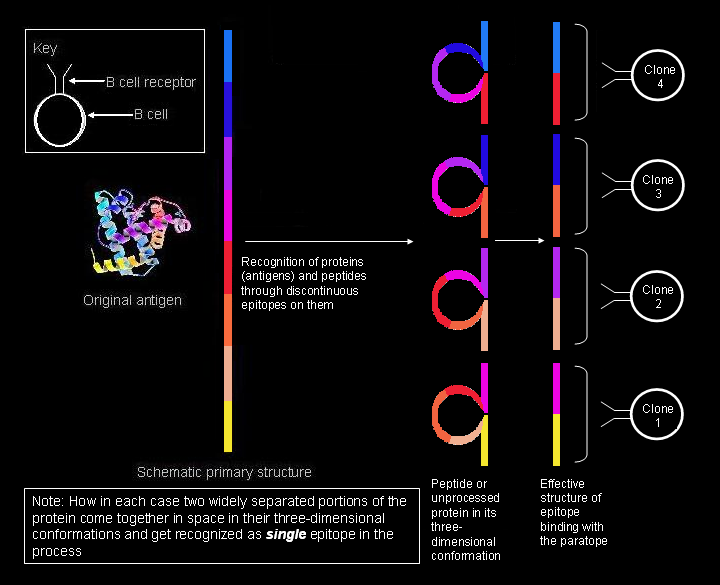
Erkennung von diskontinuierlichen Epitopen durch Antikörper.

Antikörper können sowohl kontinuierliche als auch diskontinuierliche Epitope erkennen. Die Bestimmung beider Arten von Epitopen kann durch Röntgen-Kristallstrukturanalyse oder durch Kernspinresonanzspektroskopie erfolgen, seltener auch durch einen Label-Transfer, ein Protection Assay oder einen Alanin-Scan.

## Bestimmung kontinuierlicher Epitope

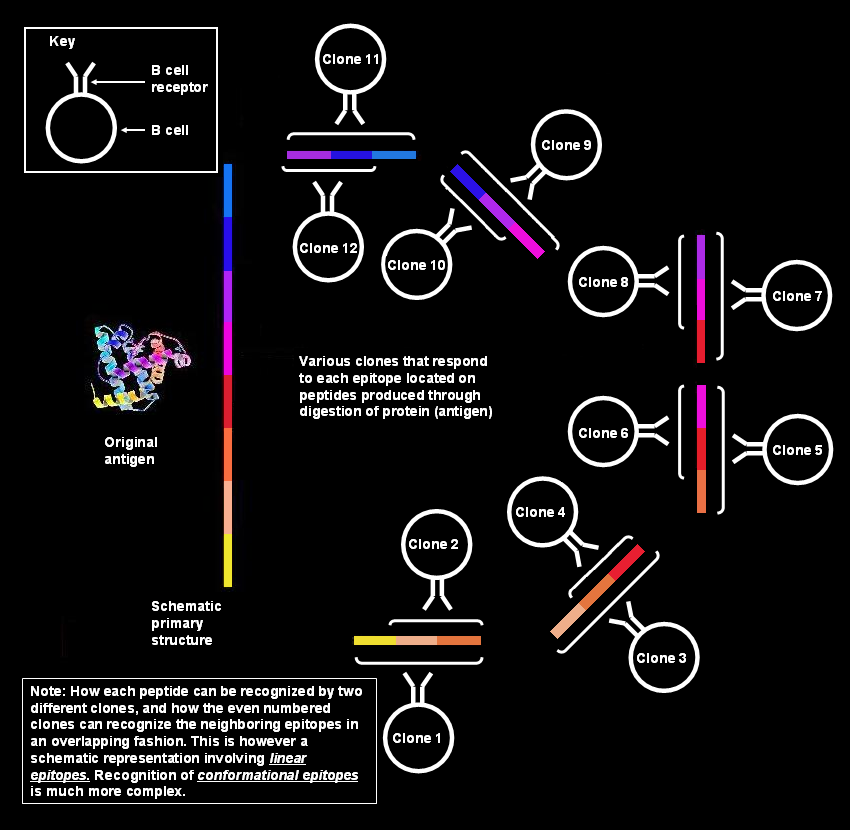
Erkennung von kontinuierlichen Epitopen durch Antikörper.

Kontinuierliche Epitope von Antikörpern können per ELISPOT oder durch synthetische Peptide nachgewiesen werden, die zuvor räumlich getrennt auf einer Membran (z. B. aus PVDF oder Cellulose) immobilisiert oder per Merrifield-Synthese auf der Membran synthetisiert wurden. Durch eine Immunfärbung werden dann nach der Zugabe des Antikörpers und einigen Waschschritten mit einem Sekundärantikörper-Konjugat antikörperbindende Epitope nachgewiesen.
T-Zell-Epitope sind ausschließlich kontinuierliche Epitope. Während MHC-I-präsentierte Epitope eine Länge von acht bis elf Aminosäuren aufweisen, sind MHC-II-präsentierte Epitope 13–17 Aminosäuren lang. T-Zell-Epitope von cytotoxischen und von Helfer-T-Zellen können per ELISPOT oder per Tetramer-Färbung in der Durchflusszytometrie ermittelt werden. Bei einem zu charakterisierenden Protein werden Peptide in der gewünschten MHC-bindenden Länge synthetisiert, welche die gesamte Sequenz des Proteins abdecken. Um keine Epitope an den Rändern der Peptide zu verpassen, verwendet man meistens eine Überlappung der Peptide von fünf Aminosäuren (bei MHC-I) bis acht (bei MHC-II) zu den in der Aminosäuresequenz benachbarten Peptiden.
Bei cytotoxischen T-Zellen kann auch die Freisetzung von radioaktivem 53Chrom aus Chrom-enthaltenden und (je Ansatz) mit einem Epitop-beladenen Opferzellen nach Zugabe der cytotoxischen T-Zellen gemessen werden. Alternativ zu Chrom können die antigenbeladenen Opferzellen auch fluoreszenzmarkiert und ihre Zellviabilität verfolgt werden. Weiterhin kann auch die Entstehung von Perforin oder Granzym B gemessen werden.
T-Helferzellen sezernieren, je nach Typ, nach einem Kontakt mit MHCII-präsentierten Antigenen charakteristische Zytokine, die anstelle des Chroms per ELISA gemessen werden können.

## Vorhersage
Eine begrenzte Voraussage der MHC-Bindung von Peptiden wird unter anderem durch das Programm SYFPEITHI oder durch die IEDB angeboten. IEDB bietet eine aktuelle Datenbank beschriebener Epitope an. Diese Vorhersagen treffen nur meistens zu, daher muss eine experimentelle Überprüfung der Epitope folgen.